# Ernst Robert Reifenberg
Ernst Robert Reifenberg, genannt Peter Reifenberg, (* 28. Oktober 1928 in Berlin; † 23. Juni 1964 in den Dolomiten) war ein britischer Mathematiker, der sich mit Variationsrechnung und geometrischer Maßtheorie befasste. 

## Leben
Reifenberg ging mit seinen Eltern (sein Vater Heinz war Architekt, seine Mutter Elise Schriftstellerin mit dem Künstlernamen Gabriele Tergit) als Juden auf der Flucht vor den Nationalsozialisten 1933 über die Tschechoslowakei nach Palästina. Reifenberg ging in Tel Aviv zur Schule, war 1937 bei seinen Großeltern in Berlin und ab 1938 in England. Er zeigte früh ein Talent für Schach und Mathematik und gewann Stipendien für die St. Pauls School in London (wo Ioan James ein Mitschüler war) und 1946 für das Trinity College der Universität Cambridge. Nachdem er sich bei den Tripos (Teil 3) 1949 ausgezeichnet hatte, wurde er Forschungsstudent von Abram Samoilowitsch Besikowitsch. Seine Arbeit über Flächeninhalte von Oberflächen brachte ihm 1951 die Ernennung zum Fellow des Trinity College. 1952 war er an der University of California, Berkeley und 1954 wurde er Lecturer an der Universität Bristol, an der er 1961 Reader wurde. 1959/60 war er an der Oregon State University und im Sommer 1963 an der Brown University. Er war begeisterter Bergsteiger und starb 1964 durch Steinschlag beim Klettern in den Dolomiten.

## Wirken
Im Jahr 1960 gab er eine Lösung des allgemeinen Plateau-Problems mit neuartigen Methoden (für beliebiges topologisches Geschlecht und auch für nicht-orientierbare Flächen).